# Davle
Davle è un comune mercato della Repubblica Ceca facente parte del distretto di Praha-západ, in Boemia Centrale.

## Geografia fisica
Nel suo territorio il fiume Sázava sfocia nella Moldava.

## Monumenti e luoghi d'interesse
- Monastero di Ostrov

## Cultura

### Cinema
In questa cittadina, nel 1969, fu girato il famoso film Il ponte di Remagen, che ricostruisce la battaglia per la conquista dell'ultimo ponte intatto sul Reno, durante la Seconda guerra mondiale. A quei tempi, la Germania Ovest vietò l'utilizzo dei ponti sul Reno per evitare di bloccare il grande traffico commerciale che transitava sui ponti. La produzione del film optò allora per il ponte di Davle, molto simile a quello di Remagen (comunque crollato il 17 Marzo del 1945, dieci giorni dopo la sua conquista).